# 三盛玉镇
三盛玉镇，是中华人民共和国吉林省长春市农安县下辖的一个乡镇级行政单位。

## 行政区划
三盛玉镇下辖以下地区：
三盛玉村、原野村、长江村、宏山村、头道岗村、向阳村、四道岗村、大岗村、辛店村、西林村、解放村、幸福村和西河堡村。